# جان شارپلز
جان شارپلز (انگلیسی: John Sharpless؛ زادهٔ ۱ ژانویهٔ ۱۹۴۵) سیاستمدار اهل ایالات متحده آمریکا است.
وی همچنین برندهٔ جوایزی همچون برنامه فولبرایت شده‌است.